# Diagnosis ex juvantibus
Diagnosis ex juvantibus (von lat. iuvans = helfend, "aus dem Helfenden / den helfenden Dingen heraus") ist ein lateinischer Ausdruck für deutsch: „Klärung der Diagnose vom Heilerfolg her“. Damit ist gemeint, dass durch die Wahl der Therapie und durch den eventuell auftretenden Heilerfolg auf die Krankheitsursache geschlossen wird.
Der Ausdruck Ex non juvantibus wird in Situationen angewendet, in denen eine in der Regel zum Abklingen der jeweiligen Symptomatik führende Therapie keinen Erfolg zeigt.
Das Prinzip „Diagnosis ex juvantibus“ stellt ein nosologisches Kriterium der Klassifikation neben anderen dar, wie etwa klinisches Bild, Pathologie, Krankheitsverlauf etc.

## Beispiele
- Wenn Symptome nach Gabe eines Vitamins zurückgehen, kann die Diagnose Vitaminmangel gestellt werden.
- Wenn bei Verdacht auf Unterzuckerung (z. B. bei Diabetes) Symptome nach Gabe einer Zuckerlösung verschwinden, kann auf Unterzuckerung als Ursache geschlossen werden.
- Die Diagnose von Intoxikationen (Benzodiazepine, Opioide) kann gestellt werden, wenn die entsprechenden Gegenmittel (bei Opioiden z. B. Naloxon) Wirkung zeigen.
- Wenn bei unbeherrschbarem Bewegungsdrang und Missempfindungen in den Beinen Verdacht auf Restless-Legs-Syndrom besteht und sich der Zustand durch die Gabe von Levodopa oder Apomorphin in kürzester Zeit bessert, kann die Diagnose gestellt werden.
- Die häufigste Form von Blutarmut ist Eisenmangelanämie. Seltenere Ursachen sind   Vitamin-B12-Mangel oder Probleme mit dem Knochenmark (Leukämien und knochenmarkverdrängende Tumore). Wenn durch Einnahme eines Eisenpräparats die Blutarmut behoben werden kann, kann auf eine vorherige Eisenmangelanämie geschlossen werden.
- Probetherapie bei Symptomen, die eine Refluxkrankheit vermuten lassen.
- Toxoplasmosebehandlung bei immungeschwächten Patienten.
- Colchicinapplikation bei akutem Gichtanfall
- Verdauungsenzymsubstitution bei Magen-Darm-Beschwerden, die auf eine exokrine Pankreasinsuffizienz schließen lassen
- Triptane wirken nur bei Migräne und Cluster-Kopfschmerzen, aber nicht bei anderen Schmerzen.
- Wenn unruhige Demenz-Patienten, die keine Angaben machen können, sich nach Gabe eines Schmerzmittels beruhigen, kann darauf geschlossen werden, dass der Unruhe ein Schmerzzustand zugrunde lag. Eine Diagnose der Schmerzursache ist damit allerdings noch nicht möglich.

## Problematik
Vordergründig scheint es berechtigt, aus der Wirkung eines Medikaments oder einer Behandlung diagnostische oder differenzialdiagnostische Schlüsse zu ziehen. Bei den bewährten Anwendungen dieser Methode sind die physiologischen Zusammenhänge gut erforscht. In manchen Fällen könnten Ärzte jedoch versucht sein, durch den Einsatz hochwirksamer, spezifisch wirkender Medikamente mit diesem abgekürzten Verfahren unangenehme oder kostspielige Untersuchungen zu vermeiden. Ein erfolgreicher Behandlungsversuch ist grundsätzlich vorsichtig zu interpretieren. Ein Versuch mit negativem Ergebnis kann auf einer falschen Verdachtsdiagnose beruhen. Der Verdacht kann aber auch richtig gewesen sein und das Medikament wurde falsch dosiert, oder der Patient spricht aufgrund seiner individuellen Disposition nicht darauf an. Es kann Fälle geben, in denen es sich um eine spontane Remission handelt, die auch ohne die Behandlung eingetreten wäre. Nicht selten spielt der Placeboeffekt eine Rolle. Die Bestätigung einer Verdachtsdiagnose durch den Placeboeffekt kann zu einer Fehldiagnose verleiten.
In der Diskussion um die Alternativmedizin bei Behandlungen wie Handauflegen oder Homöopathie ist die diagnosis ex juvantibus von Belang, da Befürworter mit der Begründung „Wer heilt, hat recht“ oft auf (angebliche) Behandlungserfolge verweisen, ohne dass ein Kausalzusammenhang zwischen Behandlung und Heilung durch eine Doppelblindstudie oder eine randomisierte kontrollierte Studie nachgewiesen ist.